# Openweight
Il termine di lingua inglese Openweight viene utilizzato spesso negli sport da combattimento come judo, karate e arti marziali miste e definisce un incontro o comunque una competizione ove non è imposto alcun limite di peso ai contendenti, con la possibilità che i due lottatori possano differire nel loro peso di decine di chilogrammi.
Alcune organizzazioni di combattimento preferiscono utilizzare il termine Absolute weights, ovvero Pesi assoluti.

## Esempi
- Nel 2008 in Francia si svolsero i campionati mondiali open di judo, dove si poterono affrontare tra di loro judoka di ogni categoria di peso[2]; sempre in Francia nel 2009 si tennero i campionati europei open di kyokushin karate[3].
- Il torneo internazionale di submission wrestling ADCC Submission Wrestling World Championship di Abu Dhabi prevede sempre una divisione Absolute, priva di limiti di peso.
- In principio nelle arti marziali miste non vi era suddivisione in categorie di peso. Tuttora nelle federazioni professionistiche giapponesi è possibile assistere a saltuari incontri openweight.